# 1926 en droit
Cet article présente les faits marquants de l'année 1926 en droit.

## Événements
- en France
  - La loi du 11 août 1926 instaure l'obligation aux étrangers travaillant en France de posséder une carte d'identité portant la mention « travailleur ». Elle est établie au vu d'un contrat de travail.
  - Loi du 26 juillet 1926 portant création des chambres de métiers.

## Décès
- Jeanne Chauvin : première femme avocate française (né en 1862)